# ヨランド・ド・バル
ヨランド・ド・バル（Yolande de Bar, 1365年頃 - 1431年7月3日）は、ロレーヌ地方のバル公爵家の公女で、アラゴン王フアン1世の2番目の妻。スペイン語名はビオランテ・デ・バル（Violante de Bar）。

## 生涯
バル公ロベール1世と、その妻でフランス王ジャン2世の娘であるマリーの間に第8子、次女として生まれた。1380年にアラゴン王ペドロ4世の長男ジローナ公フアンと結婚し、1387年に夫の王位継承に伴い王妃となった。
ヨランドは病気がちの夫のために頻繁に国務を代行し、またアラゴン宮廷にフランス文化を持ち込むなどした。王妃は特にプロヴァンス地方出身のトルバドゥールの才能を発掘することに熱心だった。1395年に夫と死別した後は、同名の娘ヨランダの養育に力を注いだ。

## 子女
フアン1世との間に7人の子女をもうけたが、成育したのは娘1人だけである。
- ハイメ（1382年 - 1388年）
- ヨランダ（1384年 - 1442年） - 1400年、アンジュー公ルイ2世と結婚
- フェルナンド（1389年）
- アントニア（1391年 - 1392年）
- レオノール（1393年）
- ペドロ（1394年）
- フアナ（1396年）